# Joaquim Brugué
 (septembre 2014).
Si vous disposez d'ouvrages ou d'articles de référence ou si vous connaissez des sites web de qualité traitant du thème abordé ici, merci de compléter l'article en donnant les références utiles à sa vérifiabilité et en les liant à la section « Notes et références ».
Joaquim Brugué Heras, né le 18 juillet 1931 à Banyoles (Catalogne, Espagne) et mort le 5 octobre 2001 dans la même ville, est un footballeur espagnol qui jouait au poste de défenseur central avec le FC Barcelone.

## Biographie
Joaquim Brugué commence sa carrière au CD Banyoles en 1948. Il est ensuite recruté par le FC Barcelone pour jouer avec les juniors et l'équipe réserve qui à cette époque est La España Industrial. Brugué débute en équipe première du FC Barcelone en 1951.
Joaquim Brugué, doté d'une grande envergure physique, joue au poste de défenseur central. Il remplace Gustavo Biosca lorsque celui-ci se blesse gravement. Brugué joue au Barça pendant toute la décennie de 1950. En 1958, il se blesse gravement à Séville ce que l'oblige à abandonner la pratique du football alors qu'il n'a pas encore 30 ans. Avec Barcelone, il joue 140 matchs, dont 84 en championnat, et marque 7 buts (1 en championnat). Brugué fait partie du légendaire Barça de les Cinc Copes aux côtés de joueurs tels que Antoni Ramallets, Laszlo Kubala ou Joan Segarra. 
Il joue une fois avec l'équipe de Catalogne en 1958.
Il devient ensuite président du CD Banyoles.

## Palmarès
Avec le FC Barcelone :
- Champion d'Espagne en 1952, 1953, 1959 et 1960
- Vainqueur de la Coupe d'Espagne en 1952, 1953, 1957 et 1959
- Vainqueur de la Coupe Latine en 1952
- Vainqueur de la Coupe Eva Duarte en 1952 et 1953
- Vainqueur de la Coupe des villes de foires en 1958 et 1960
- Vainqueur de la Petite coupe du monde des clubs en 1957